# Mittaggüpfi
Das Mittaggüpfi (1916,6 m ü. M., auch Gnepf- oder Gnapfstein) ist ein Gipfel des Pilatusmassivs der Zentralschweizer Voralpen bzw. der Luzerner Voralpen auf der Kantonsgrenze zwischen Obwalden und Luzern, Schweiz.

## Erreichbarkeit
Das Mittaggüpfi ist sowohl von Südost (Lütoldsmatt, 2½ Stunden), von Nordwest (Stäfeli, 1½ Stunden) als auch von Nordost (Eigenthal, ca. 2½ Stunden) gut erreichbar. Zudem stellt der Gipfel eine zentrale Station der beliebten Gratwanderung von Pilatus Kulm zu Stäfeliflue und Risetestock dar. Da man sich auf diesem Höhenweg meistens auf der Grathöhe befindet, ergeben sich zahlreiche Tiefblicke und eine umfassende Sicht ins Schweizer Mittelland und in die Alpen. Im Winter wird die Besteigung des relativ weit zurückversetzten Gipfels in der Pilatuskette oft mit dem Besuch des Widderfelds verbunden (Aufstieg von Alpnach bzw. Lütoldsmatt).

## Etymologie
Der Name Mittaggüpfi dürfte im Bereich des Eigentals entstanden sein. Hier fungiert der Gipfel als Mittagspunkt, d. h., er bezeichnet die Mitte des Tagesablaufes, die Zeit des Mittagsmahles und die Himmelsrichtung Süden.
Früher hiess das Mittaggüpfi Oberalpgupf oder Gnepfenstein. Auf der Bergkuppe soll sich ein sogenannter Gnappstein (pierre branlante) befunden haben (gnepfender, gnappender, schaukelnder Stein). Dies wird teilweise auch mit einem keltischen Bergkultus in Verbindung gebracht. Ein Blitz soll nach der Überlieferung die Steintafel gespalten haben und liess sie in den Abgrund stürzen. Als das Christentum in der Region Einzug hielt, hatte die Priesterschaft viel gegen die nicht weichen wollenden heidnischen Bräuche zu kämpfen. Es wird vermutet, dass sie die Sage von Pontius Pilatus mit dem unheilgebärenden Pilatussee in Verbindung brachten, um die Stätte zu einem streng zu meidenden Ort zu machen. Bis ins Jahre 1594 war der Besuch des Pilatussees und des Mittaggüpfis von der Obrigkeit verboten.
Eine andere Deutung sieht im Wort „Gnepf, Gnäpf“ ein Vorgänger von „Napf“. So gleichen die Kegelformen des „Gnäpf(stein)“ und des nahe gelegenen Berges Napf beide dem hölzernen Trichter (= Napf), den die Alpsennen beim Betruf als Megafon benützen.

## Geologie

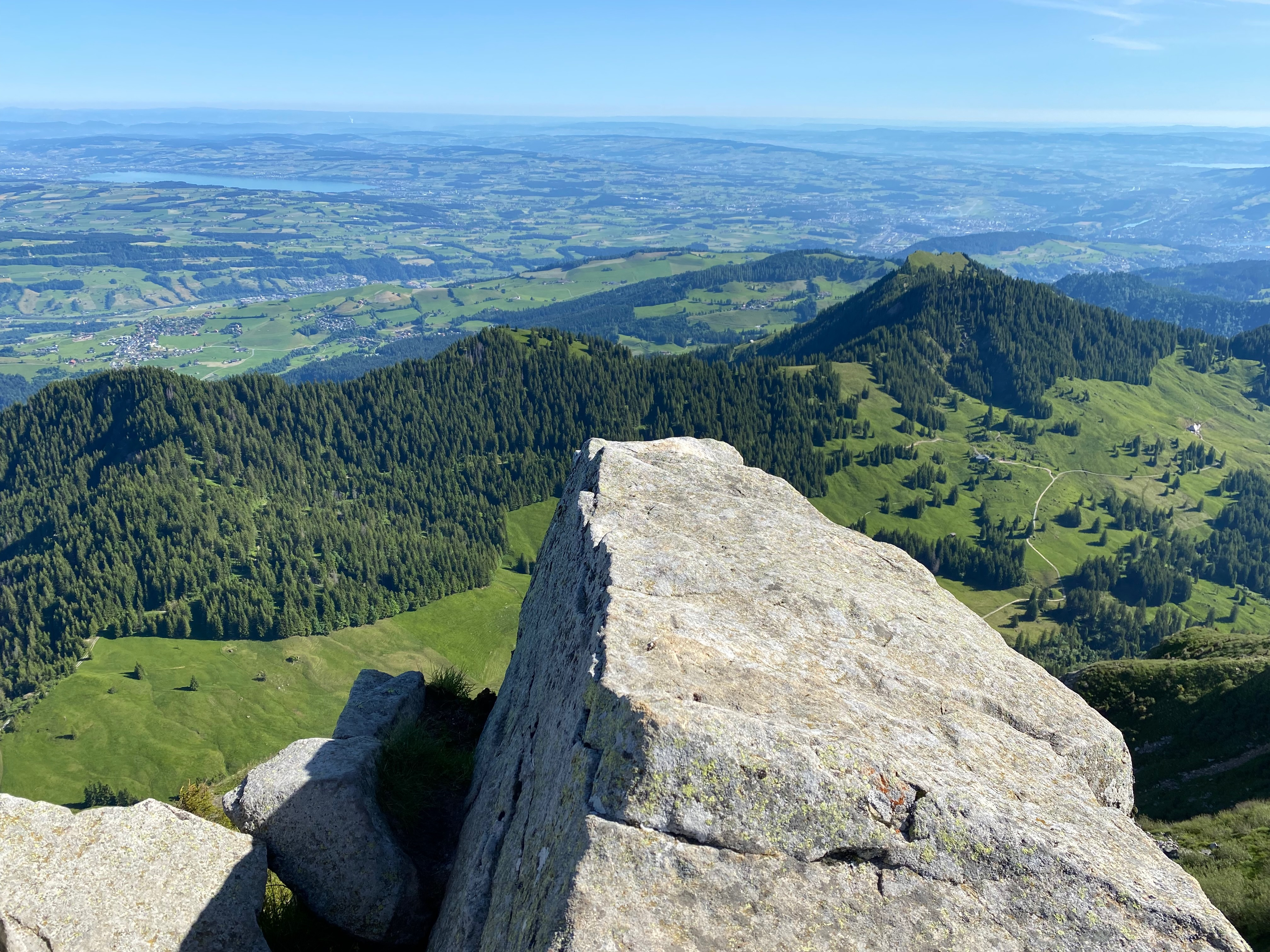
Blick vom Mittaggüpfi Richtung Rothenburg, links Sempachersee

Das Mittaggüpfi zeigt an seinem Nordabhang von der subalpinen Flyschzone (Bereich Trochemattsattel) ausgehend eine einfache Schichtfolge, welche nach der Härte des Gesteins treppenartig gegliedert ist. Der Valangienkalk, hier als ältestes Schichtglied, ruht mit scharfer Überschiebung auf dem Flysch. Darüber folgt die einfache Schichtfolge (Kieselkalk, Drusbergschichten, Schrattenkalk, Eozänbildungen), welche nach Osten weiter bis zum Klimsenhorn streicht. Der Gipfelbereich wird durch den Hohgantsandstein (Eozän) aufgebaut. Die Schichtfolge fällt Richtung Süden relativ flach ein und zeigt leichte Verfaltungen, z. T verknüpft mit Brüchen. Aus der südlichsten Falte (Längenschwandgrat: Hohgantsandstein) geht Richtung Osten die Südkette des Pilatusmassivs (Matthorngewölbe) hervor. Südlich anschliessend legt sich auf die Stadtschiefer schliesslich die mächtige Schlierenflyschmasse.